# Cédric Tornay
Cédric Tornay (ur. 24 czerwca 1974 w szwajcarskim kantonie Valais, zm. 4 maja 1998 w Watykanie) – wicekapral Gwardii Szwajcarskiej, zabójca komendanta Gwardii Szwajcarskiej Aloisa Estermanna i jego żony.
Według najnowszych danych Cédric Tornay nie był zabójcą, a trzecią ofiarą niezidentyfikowanego sprawcy. Nowe fakty przedstawiają w swojej książce "Kryminalna historia Watykanu" Artur Nowak i Arkadiusz Stempin.
Cédric Tornay pochodził z małego miasteczka w Szwajcarii i był na służbie w Watykanie od 1995.
4 maja 1998, około godziny 21:00 Cedric Tornay wszedł do mieszkania komendanta, oddał do niego dwa strzały, a następnie zastrzelił żonę komendanta Gladys Meza Romero i popełnił samobójstwo. Tego samego dnia, kilka godzin przed śmiercią, Estermann został awansowany na komendanta.
Watykan powołał specjalną komisję, mającą na celu ustalenie okoliczności tego tragicznego zdarzenia. W jej skład wszedł m.in. sędzia Gian Luigi Marrone. Raport komisji śledczej opisuje możliwe przyczyny zbrodni. Podano, że przyczyną takiego postępowania Cédrica Tornaya mógł być nowotwór w mózgu, który wywoływać mógł gwałtowne zmiany nastroju, używanie narkotyków (w czasie sekcji zwłok Tornaya znaleziono ślady marihuany w moczu) i wreszcie zapalenie płuc, które miał zlekceważyć. Jako wniosek końcowy oficjalnie ogłoszono, iż zbrodnia została dokonana w wyniku silnego stresu i było to zabójstwo w afekcie. Źródła zbliżone do Watykanu podają też, że Cédric Tornay był gwardzistą psychicznie niezrównoważonym.
Istnieją spekulacje, że zabójstwo, którego dokonał Cédric Tornay, miało także tło homoseksualne. Alois Estermann był jakoby homoseksualistą, o czym ponoć wiedziała kuria rzymska, jak również papież. Z tej przyczyny Estermann nie był rzekomo awansowany przez lata, aż do momentu ślubu z Gladys. Tornay w ciągu ostatnich dwóch lat swojej służby miał ponoć stosunki seksualne z Estermannem. Później Estermann zdradził go z innym gwardzistą. O tym, że Tornay był gejem, opowiadał m.in. Massimo Lacchei (włoski krytyk sztuki). W rzeczywistości przebieg awansów Estermanna nie wskazuje na żaden związek z jego małżeństwem: 1977 – przyjęty do służby, 1980 – kapitan, 1983 – major, 1984 – ślub z Gladys Meza Romero, 1987 – podpułkownik. 
Według wspomnień Johna Follaina, korespondenta The Sunday Times, Tornay w czasie służby jako jeden z nielicznych w Gwardii Szwajcarskiej interesował się bezpieczeństwem papieża i przedstawił propozycje reform, które zostały jednak odrzucone przez Estermanna. Estermann odmówił także odznaczenia Tornaya tradycyjnie przyznawanym w dzień święta Gwardii Szwajcarskiej odznaczeniem. Jak opowiedzieli przyjaciele młodego kaprala, był on gotów oddać życie za papieża i jako jeden z nielicznych naprawdę interesował się jego bezpieczeństwem. Tornay mówił głośno o tym, że Gwardia Szwajcarska jest tylko atrakcją turystyczną w kolorowych, renesansowych strojach i z halabardami. Gwardziści nie noszą broni w obecności papieża i gdyby jemu groziło niebezpieczeństwo, mają schwycić tron i uciekać.
Zabójstwo Aloisa Estermanna i jego żony Gladys Meza Romero to pierwszy tego rodzaju wypadek w dziejach utworzonej przez Juliusza II w 1506 gwardii papieskiej. Watykan poinformował, iż w wyniku zabójstwa nastąpiły trudności z naborem nowych żołnierzy.